# Orožni ščit
Orožni ščit je ploski (včasih zaobljen) kos zaščite, za uporabo pri večjem orožju, kot na primer mitraljez, protiletalsko orožje, ali poredkeje avtomatska puška.

## Vojska
Nekateri mitraljezi so opremljeni z železnimi zaščitnimi ploščami za zaščito pred ostrostrelci in šrapneli. Odpadne železne plošče lahko včasih služijo kot orožni ščiti, tako so jih uporabili v Vietnamski vojni kjer so vojaki naredili ščite za oklepnike in plovila.
Orožni ščiti so se po Vietnamski vojni prenehali množično uporabljati, vendar so jih obudili v 90ih letih. Izraelski vojni analitiki so zagovarjali orožne ščite kot nujno potrebne zaradi izpostavljenosti strelca. Natančneje, raziskave so pokazale da so bile mnoge žrtve zadete v predele, ki jih balistična zaščita ne pokriva, kot na primer v vrat ali v obraz.
ZDA so ponovno začele z uporabo po letu 2000 v vojnah v Iraku in Afganistanu. Večja pomanjkljivost orožnega ščita je, da močno zmanjša vidljivost, zato so na trgu že novejši modeli, ki so prosojni, vendar še vedno ohranjajo zaščito.